# Guillermo Rojas
Guillermo Rojas Rumilla est un footballeur mexicain né le 29 mars 1983 à San Luis Potosí.

## Carrière
- janvier 2003-2006 :  CF Puebla
- 2006-2007 :  CF Monterrey
- 2007-janvier 2009 :  CF Puebla
- 2009-décembre 2010 :  CF Atlante
- depuis décembre 2010 :  Jaguares de Chiapas
  - 2011-2012 :  Atlas (prêt)
  - 2012 :  San Luis FC (prêt)